# ローバースカウト
ローバースカウト（英語: Rover Scouts）、またはローバーリング (Rovering) は、スカウティングにおける20代前半までの青年のための国際的な奉仕プログラムである。ローバーの集団は「ローバー隊」あるいは「ローバークルー」と呼ばれる。ここにおいて「ローバー」とは人生の旅人という意味である。ローバースカウトは1918年に英国スカウト連盟がボーイスカウト年代を越えた青年（ボーイ卒業生）のために始め、他の国のスカウティングでも急速に取り入れられた。英国連盟を含む多くのスカウティング組織はもはやローバー部門を取り入れておらず、ほかのプログラムに変更されている。一方で「伝統的スカウティング」組織が元のプログラムを保持していることもある。

## 起源
ローバースカウトの起源には二つの組織がある。一つはシニアースカウトと呼ばれるプログラムであり、これは第一次大戦中の1917年4月から英国において取り入られていた15歳から18歳までのボーイスカウトを対象としたものであった。戦時下において成年男性指導者の不足が明確になり、シニアースカウトが首尾よく始まるには数十年を要した。もう一つは西部戦線で英国軍人のレクリエーションのために提供された戦場スカウト小屋である。軍人のためのH. Geoffrey Elwes「おじさん」の指導のもとにあった駐屯地コルチェスターで展開されたセントジョージのスカウトクラブはこれらと関係している。これらの取り組みから、復員しつつある青年のためのスカウティングのプログラムが必要であることが明らかとなった。
 「ローバースカウト」という言葉を最初に用いたのはロバート・ベーデン＝パウエルの"The Boy Scouts Headquarters Gazette" においてであり、計画が構想されたのは1919年11月であった。ベーデン＝パウエルは新しい計画のためのハンドブック執筆にとりかかり、1912年に『ローバーリング・ツウ・サクセス』として出版される。その内容はローバースカウトによる活動のアイデアのみならずベーデン＝パウエルの幸福な成人生活への哲学をも含んだものであった。これは英語では1964年まで様々な版が発行され、また各国語に翻訳されている。

## 原理
ローバーリングは自己啓発と奉仕が結び付けられた楽しい活動を与える。ローバー隊は自治されるが、アドバイザーやリーダーという年上の指導者を持つ。ベーデン＝パウエルはローバーリングを「野外活動と奉仕の友情」と呼んだ。
活動の目的は次のようなものである。
- スカウト運動への奉仕
- 地域社会への奉仕
- 技能の幅を広げることによる個人としての成長
- 連帯、社会的活動、野外活動、文化的活動を楽しむこと

ローバーリングは次のよう点で人生を豊かにする体験を提供する。
- 人格と知能
- 手仕事と技能
- 体力と健康
- 他者への奉仕
- 市民性

それぞれの要素は、隊の活動についての表現の中にみられる。
1918年のローバースカウトの始まり以来、ベーデン＝パウエルはローバーリングに年齢の上限を設けないつもりであったが、彼の死後の1941年に18歳から25歳に変更された。世界スカウト修道会（Order of World Scouts）、独立スカウト世界連盟 (WFIS)、ヨーロッパ・スカウト連合（Confédération Européenne de Scoutisme）、 ベーデン＝パウエル・スカウト (Baden-Powell Scouts)、開拓者のスカウト連盟(Pathfinder Scouts Association)、ローバースカウト連盟(RSA) といった「伝統的スカウティング」組織は創始者の意思に敬意を示して年齢上限は設けていない。
"ローバースカウトは人生の準備であるとともに、人生の追求である。"
—ベーデン＝パウエル　1928年

## 日本におけるローバー
1920年代に少年団日本連盟から『ローバーリング・ツウ・サクセス』の奥寺竜渓による邦訳本『青年健児教範』が出版されている。第二次世界大戦前の日本では『教範』を教科書とした自己研鑽、およびその集合訓練は行われていたが、公式にはローバーの組織化は行われなかった。そのため日本で最初のローバー隊がいつどこで発足したかは明らかではないが、遅くとも1925年には独自に年長スカウト向けのプログラムを行う少年団が存在していた。1924年2月、日本における最初の大学ローバー組織である明治カレッジ・スカウトが発足する。これは現行の大学ローバーとは趣が異なり、スカウティングに関する研究活動を行う集団であった。1925年には立教大学において立教大学ローバースが設立されるなど、同年6月時点で東京府の数校の大学・専門学校でローバーが組織されていた。また文部省官僚で少年団日本連盟監事の関屋龍吉によって「大学スカウト運動」が提唱され、1927年より文部省の要請で開かれた「大学スカウト研究会」には明治・立教・中央・農業・早稲田・高師・青山学院・帝大・法政・慶応・東京薬専・上智・国学院より50名の学生が参加した。1940年には大日本学徒健児団連合が結成され合同野営訓練が行われたが、これ以降は戦況の悪化にともないローバーリングの活動は行われなくなっていった。
ローバースカウトの組織化は戦後の1954年、再建されたボーイスカウト日本連盟において青年隊として始められた。日本における本格的なローバースカウト研究は1960年代に始まる。これは当時団制度の確立が済んだこと、スカウトがローバー年代に達し始めたこと、「バック・ツウ・ギルウェル」の掛け声の下アメリカ式ボーイスカウトからの脱却とイギリス式ボーイスカウトの研究が叫ばれたことによるものであった。1967年に中村知によって『ローバーリング・ツウ・サクセス』の新訳がなされ、また同じく中村によって日本連盟の機関誌『スカウティング』誌上において英国ローバースカウトの紹介がなされた。長らく日本連盟はローバーは成人に達した年代であることから援助の必要は認められず青年スカウトとしての教育プログラムは考えられないとの見解を示していたが、1980年代にはローバー部門のプログラムの必要性を認めた。一方で社会的な成長の段階として社会に認められるべきとの立場から、ボーイスカウト運動内での記章等の取得は考えられていない。
日本連盟に登録されているローバー隊は、地域ローバー、大学ローバー、職域ローバーに分類される。

## 英国におけるローバー

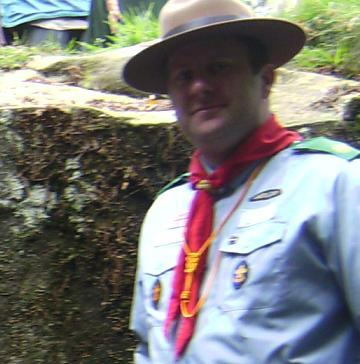
ベーデン＝パウエル・スカウト連盟のエアローバースカウト

ローバースカウトは1960年後半にベンチャースカウト部門に取って代わられ、今では英国スカウト連盟の活動の範疇にはない。そのベンチャースカウトもエクスプローラースカウトとスカウトネットワークに取って代わられた。 英国連盟以外の、WOSMに所属しないスカウティング組織 (主に 英国ボーイスカウト・ガールスカウト連盟(British Boy Scouts and British Girl Scouts Association)、ベーデン＝パウエル・スカウト連盟(Baden-Powell Scouts Association)、ヨーロッパ・スカウト連合英国連盟(European Scout Federation (British Association) 、開拓者のスカウト連盟(Pathfinder Scouts Association)など）にはローバー部門が存在する。
ローバーリングは1918年に英国で始まり、10年後にスカウティングのプログラムとなった。第一次世界大戦の影響により滑り出しは順調ではなかったが、ローバースカウトのプログラムは次第に成長していった。
1931年に開催されたスイスのカンデルステッヒで世界ローバームートにみられるように、ローバーリングは国際的にもその地位を固めていった。
当初ローバースカウトの対象年齢は別段定められていなかった。 1921年ローバースカウト会議は「ローバースカウトはふつう17歳以上のシニアースカウトである」 と言及している。1956年に上限が24歳に変更された。

### 独特のプログラムと記章
1920年代、ローバースカウトの進歩章 （当時特修章として知られていた)はボーイスカウト部門のものとさほど変わらず、ローバースカウトは初級章と赤く装飾されたキングススカウト章を技能章とともに着用した。加えて、認められたスカウトは左の肩布にランブラー章とローバー教導章を着用できた。
1930年代、記章の数は大幅に削減され、初級章もキングススカウト章も技能章もなくなった。 ローバーはランブラー章とローバー教導章のみ着用することができた。第二次世界大戦の後、しばらくの期間はローバー教導章すら発行されなかった。状況が改善されたのは"Plan for Rover Scouts"が「進歩章」を紹介した1948年以降である。当初は右胸ポケットに着用する首紐とされたが、後に 右肩布につける記章に変更された。
ローバー部門の低迷を救おうとして、英国連盟は1956年にあらたな指導案を紹介し、そこで新規加入者を引き付けるべく新たな記章が導入された。ローバースカウトの最高章として左肩につけるベーデン＝パウエル章が認められるまでは、クイーンズスカウト章はミニチュアレプリカを左襟に着用することができた。 

### 現在
ローバースカウトプログラムの中断によって、クイーンズスカウトを除くあらゆる記章は今や歴史的なものとなっている。
ベーデン＝パウエル・スカウト連盟などローバースカウト部門を保持しているいくつかの伝統的スカウティング組織では、ベーデン＝パウエル章がまだ記章として現存している。 ベーデン＝パウエル章が認められるには、ランブラー章、プロジェクトバッジ、スカウト技能星章、奉仕訓練星章を取得する必要がある。またローバーは外国語会話バッジを着用することが認められる。
2003年、英国連盟はスカウトネットワークを開始したが、これはかつてのローバースカウトに近い18歳から25歳を対象にしている。

## アメリカ合衆国におけるローバー

### 初期
アメリカ合衆国においては、ローバーリングの萌芽は 「年をとった少年」 問題への対処、すなわち青年期までスカウティングを続ける方法の模索のため協働していた地方連盟、指導者、スカウトとなって現れた。1928年の初め、シアトル、デトロイト、トレドなどのローバー隊が知られていた。 初期のローバースカウト教本を著したRobert Haleの尽力により、ローバーリングのプログラムは1929年頃にはニューイングランドで大きな興隆を見せた。 1937年には公式の試験的ローバー隊は36隊あったが、そのうち27隊は15あるニューイングランド州内の連盟のものであった。最終的に1933年3月、アメリカ連盟執行委員会はこのプログラムを承認し、文献研究の展開と指導者への支援の計画を始めた (Brown, 2002)。1935年、隔月刊の会報Rover Recordがローバースカウトと指導者の直接的な関わりの方法として開始された。また、この時期にはいくつかの宗教的ローバームートが実施されている。
アメリカ連盟は、ローバーリングの開始にあたってのさらなる援助のために、アメリカ合衆国で開く最初のウッドバッジ研修所をローバースカウト課程とした。これは英国の指導者John Skinner Wilsonが指揮した。
ローバーリングは、スカウティングのなかで最年長の部門として奉仕すべきものであると考えられていた。ローバーリングは、カブスカウトに始まりボーイスカウトへと続いていくスカウティングの訓練の最終段階であって、ローバーリングを通して達成されるものとされた。

### 発展
ローバーリングのプログラムはアメリカ連盟の中ではあまり拡大しなかった。連盟はこのプログラムをあまり後押しせず、むしろシースカウトやエクスプローラースカウトといったほかの年長プログラムを後押しした。当時の刊行物では、ローバーについて言及されたとしてもせいぜい数段落から1、2ページのことであった。第一次世界大戦が英国におけるローバーリングの開始を遅らせたように、第二次世界大戦は同じ困難を合衆国のローバーリングにもたらした。それほどにローバー年代の若者たちは海を越えて戦いにおもむいていた。 世界大恐慌による経済変動もまたローバーリングの発展を妨げた。
シニアースカウトが再概念化された1949年当時、アメリカ連盟に認知されていたローバースカウトはたった1329人であった。1952年には、アメリカ連盟は新規の隊結成の承認を停止すると決定した。1953年、公式に認知されたローバースカウトは691人のみであった。1953年以降のスカウト数はエクスプローラー部門といっしょに数えられることとなる。 1965年、いくつかの年長者向けプログラムの改訂とともに、アメリカ連盟はローバー隊の登録更新をやめた。 残存していたローバー隊は外見上はエクスプローラー隊 (後にはベンチャー隊)として再登録されたが、ローバーのプログラムを続けた。

### 近年
今日のアメリカ連盟ではローバーリングの後継としてベンチャー隊があり高度な冒険的野外活動と国際的スカウティングの関心を引いている。それらの隊はB-Pの人生ならびに人生の追求への準備という思想に従っている。概して、それらの隊はボーイスカウト・ガールスカウトを経験してきて、スカウト運動への奉仕とスカウティング仲間の保持・拡大と自己啓発を続ける上での共同体への奉仕をし続けたい隊員から成り立っている。
ローバーリングの遺産を保持するグループにベーデン＝パウエル奉仕連盟がある。そこでは章を取得するのに上限年齢は設けられていない。ただしこれはボーイスカウトアメリカ連盟、ガールスカウトアメリカ連盟、世界スカウト機構、ガールガイド・ガールスカウト世界連盟との関連を持たない。このグループはローバースカウトの歴史と伝統を永続させることに努めている。

## 他の国々におけるローバーリング
イギリスにはもはやローバーリングは存在しないが、1918年にイギリスで始まって以来ローバーリングは多くの国に広がった。今日ではヨーロッパの多くの国々や、イギリス連邦、中央・南アメリカ、中東、その他アイルランド、日本、台湾、韓国といった国々におけるスカウティングで重要な部門となっている、特にニュージーランド・ローバースでは毎年イースター休暇に国内ムートが開催され、外国からの参加者も受け入れている。
ローバーリングは第二次世界大戦中に軍隊内でも継続され、戦争捕虜収容所内でさえも行われた。シンガポールのチャンギのローバー隊が用いていた隊旗などが、オーストラリアのビクトリアにあるオーストラリア連盟のスカウト遺産センターに保存されている。 加えて、オーストラリア戦争記念館にはチャンギのローバー隊の任官証明書が残されている。 

## 国際的な集会
ボーイスカウト部門のために世界スカウトジャンボリーがある一方で、ローバーには世界ローバームート（世界スカウトムート）がある。
ヨーロッパにおける国際的な年長者部門向けスカウティング行事はふつう「ローバー」の名をまだ持っている。1965にスウェーデンのTivedenでヨーロッパローバームートが行われた。最近ではローバー・ウェイと呼ばれる行事がある。 これは2003年にポルトガルで初めて行われ、続いて2006年にイタリア、2009年にアイスランド、2012年にはフィンランドで行われた。
ヨーロッパ・スカウト連合 (Confédération Européenne de Scoutisme) では年に一度国際ローバームートが行われる。